# Henry J. Kaiserklasse

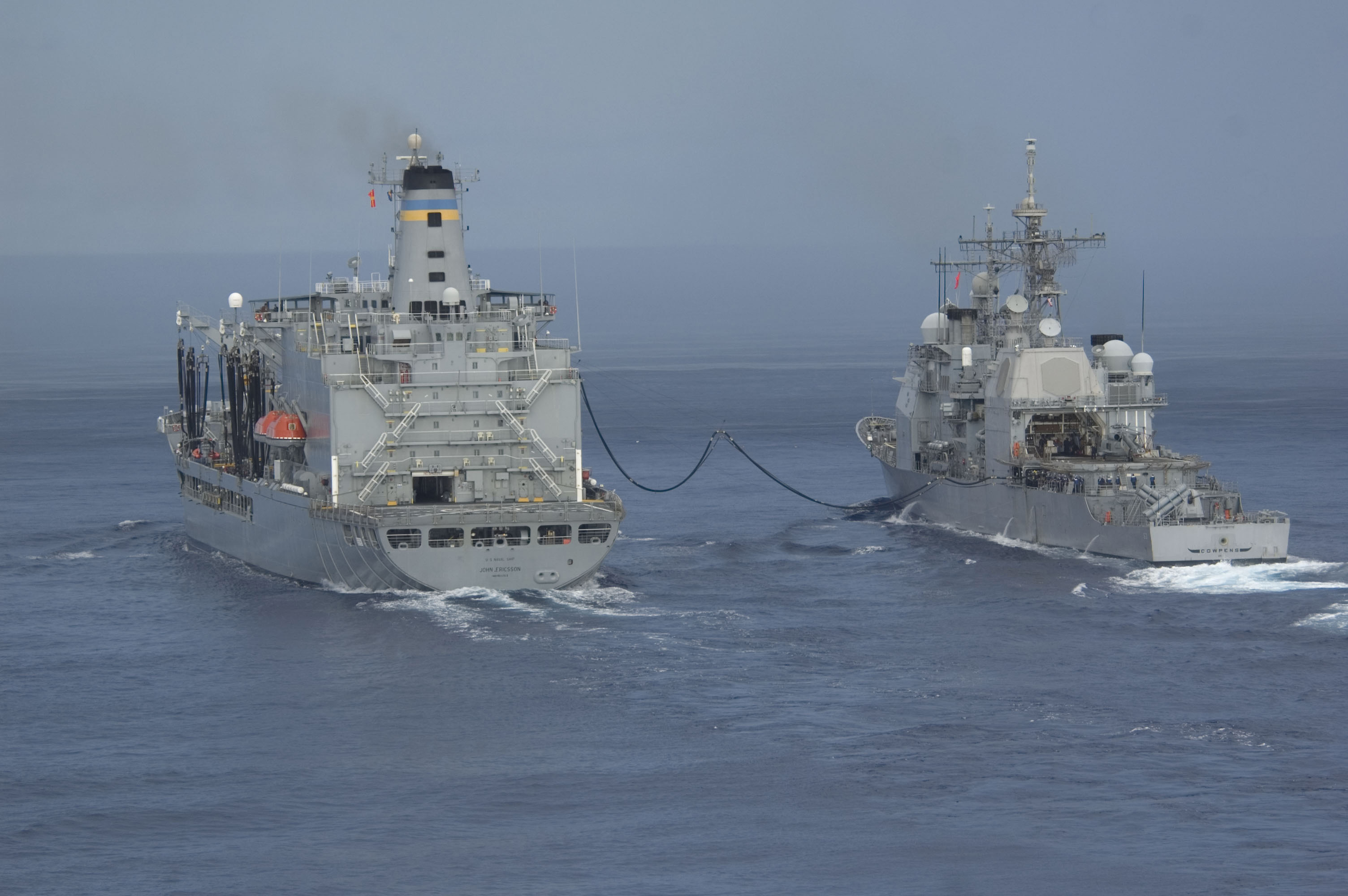
USNS John Ericsson (T-AO-194) en USS Cowpens (CG-63)

De Henry J. Kaiserklasse is een Amerikaanse klasse van bevoorradingsschepen. De 16 schepen kwamen vanaf 1986 in dienst en op een na varen ze voor de US Navy.

## Bouwopdrachten
Met de bouw van de klasse werd in augustus 1984 begonnen en het eerste schip kwam eind 1986 in de vaart. Er werden 18 schepen besteld waarvan 15 door de Amerikaanse marine worden gebruikt. Een exemplaar is verkocht aan de Chileense marine en van twee anderen tankers is de bouw gestaakt en beiden zijn in 2011 gesloopt. Met de komst van de nieuwe schepen werden oude bevoorradingsschepen van de Mispillionklasse en de Neoshoklasse uit dienst gesteld.
Twee werven waren bij de bouw betrokken, Avondale Shipyard en Pennsylvania Shipbuilding Company (Penn Ship). De Penn Ship werf had een zeer goedkope offerte ingediend en in mei 1985 werd een raamcontract getekend voor vier tankers met een totale waarde van 414 miljoen dollar. In 1985 kreeg het de order voor twee schepen (191 en 192) en er volgden nog orders voor de twee schepen (194 en 196). Tijdens de bouw van de eerste twee schepen werden diverse belangrijke mankementen gesignaleerd. Pogingen om de schepen alsnog aan de eisen te laten voldoen kostte geld maar leidde niet tot het gewenste resultaat. In augustus 1989 werd de contracten geannuleerd en de bouw gestaakt. De marine had 349 miljoen dollar uitgegeven, maar de schepen waren nog niet gereed. Nummers 191 en 192 werden naar de scheepswerf in Tampa gesleept om daar afgemaakt te worden. Deze werf slaagde daar niet in en in 1993 werd de bouw definitief gestaakt. De orders voor de andere twee tankers, 194 en 196, gingen naar Avondale.

## Beschrijving
De schepen zijn voorzien van tanks voor de opslag van stookolie, kerosine en andere vloeibare brandstoffen en pompen en slangen om schepen op zee te kunnen bevoorraden. Verder kan een bescheiden hoeveelheid droge lading worden meegenomen en op zee worden overgeslagen. Ze kunnen twee schepen tegelijk van brandstof voorzien. Er zijn vijf laadarmen in totaal, waarvan twee aan stuurboord. Tijdens het bevoorraden kan maximaal 1,4 miljoen US gallons per uur worden overgepompt.
Op drie exemplaren na, Patuxent, Laramie en Rappahannock, zijn de tankers enkelwandig. De eis voor dubbelwandige tankers werd in 1990 ingevoerd en alleen de laatste schepen zijn hiervoor aangepast. De buitenmaten van alle schepen zijn gelijk. De dubbele wand is aan de binnenzijde aangebracht waardoor deze drie dubbelwandige schepen zo’n 17% minder lading kunnen meenemen. 
Alle schepen van deze klasse worden vervangen door 17 dubbelwandige tankers van de John Lewisklasse. De bouw van deze klasse begint in 2018.

## Schepen
De naam voor de klasse is van Henry J. Kaiser, een industrieel en filantroop die tijdens de Tweede Wereldoorlog diverse scheepswerven in handen had en een grote bijdrage heeft geleverd met de bouw van Liberty, Victory en andere schepen. Het eerste schip van deze klasse heeft ook deze naam. Negen andere schepen zijn vernoemd naar scheepsbouwers, scheepsontwerpers en technici die een bijdrage hebben geleverd aan de Amerikaanse marine en de laatste acht schepen zijn naar Amerikaanse rivieren vernoemd.
De afkorting AO staat voor Auxiliary Oiler.

### Vernoemd naar personen
- USNS Henry J. Kaiser (T-AO-187)
- USNS Joshua Humphreys (T-AO-188)
- USNS John Lenthall (T-AO-189)
- USNS Andrew J. Higgins (T-AO-190) (verkocht aan de Chileense marine in 2009, herdoopt tot Almirante Montt)
- USNS Benjamin Isherwood (T-AO-191) (bouw gestaakt en gesloopt in 2011)
- USNS Henry Eckford (T-AO-192) (bouw gestaakt en gesloopt in 2011)
- USNS Walter S. Diehl (T-AO-193
- USNS John Ericsson (T-AO-194)
- USNS Leroy Grumman (T-AO-195)

### Vernoemd naar rivieren
- USNS Kanawha (T-AO-196)
- USNS Pecos (T-AO-197)
- USNS Big Horn (T-AO-198)
- USNS Tippecanoe (T-AO-199)
- USNS Guadalupe (T-AO-200)
- USNS Patuxent (T-AO-201) (dubbelwandig)
- USNS Yukon (T-AO-202)
- USNS Laramie (T-AO-203) (dubbelwandig)
- USNS Rappahannock (T-AO-204) (dubbelwandig)